# Every Little Thing (canção de The Beatles)
"Every Little Thing" é uma canção composta por Paul McCartney e creditada a Lennon/McCartney. Foi gravada pela banda britânica The Beatles e lançada no álbum Beatles for Sale, de 1964. A faixa é um exemplo dos Beatles utilizando instrumentos tipicamente alheios ao rock na gravação, como a adição de tímpanos no refrão.
Além disso, a banda de rock progressivo Yes fez um cover dessa música em seu primeiro álbum, Yes.

## Composição
A música foi escrita para a então namorada de Paul, Jane Asher, e tinha muito da mesma temática de Things We Said Today. Ela reflete os valores de uma era e conta a história de um rapaz de sorte, cuja namorada o ama tanto que faz tudo por ele.
A música é tida como obra só de Paul, que criou a base para a canção em seu quarto na residência dos Asher, mas John lembra de ter "acrescentado alguma coisa" também. Era uma tentativa de escrever um single mas se tornou uma faixa de álbum. 

"Every Little Thing" é um raro exemplo de uma música Lennon–McCartney que possui um membro da parceria como compositor primário (nesse caso, McCartney), mas possui o outro como vocal principal (nesse caso, Lennon).